# Секст Титий (трибун 462 пр.н.е.)
Секст Титий (на латински: Sextus Titius) е политик на Римската република от 5 век пр.н.е Произлиза от фамилията Титии.
През 462 пр.н.е. Титий е народен трибун. Колега му е Гай Терентилий Харса (C. Terentilius Harsa).
Вероятно е роднина на Секст Титий (народен трибун 99 пр.н.е.).